# Metodo del percorso critico
Il metodo del percorso critico (in inglese critical path method, CPM) è un algoritmo per la pianificazione di una serie di attività di progetto. Si tratta di un importante strumento per un'efficace gestione di esso, spesso utilizzato nell'ambito della ricerca operativa.

## Storia
Il metodo del percorso critico è una tecnica di modellazione del progetto sviluppata alla fine del 1950 da parte di Morgan R. Walker di DuPont e James E. Kelley, Jr. di Remington Rand. Kelley e Walker collegarono i loro ricordi di sviluppo del CPM nel 1989. Kelley attribuì il termine "percorso critico" per gli sviluppatori del Program Evaluation e Review Technique il quale è stato sviluppato all'incirca lo stesso tempo da Booz Allen Hamilton e dalla US Navy. I precursori di quello che è venuto a conoscersi come percorso critico sono state sviluppati e messi in pratica da DuPont tra il 1940 e il 1943 e hanno contribuito al successo del Progetto Manhattan.
Il CPM è comunemente utilizzato con tutte le forme di progetti, tra cui l'edilizia, l'industria aerospaziale e della difesa, sviluppo software, progetti di ricerca, sviluppo prodotti, progettazione e manutenzione degli impianti, e anche altri. A qualsiasi progetto di attività interdipendente è possibile applicare questo metodo di analisi matematica. Anche se il programma originale CPM e l'approccio non è più utilizzato, il termine viene generalmente applicato a qualsiasi approccio utilizzato per analizzare una rete logica di schema di progetto.

## Tecnica di base
La tecnica fondamentale per l'utilizzo del CPM è quello di costruire un modello del progetto che include quanto segue:
1. Un elenco di tutte le attività necessarie per completare il progetto (di solito classificate all'interno di una struttura di suddivisione del lavoro)
2. Il tempo (durata) di ogni attività che intende adottare per il completamento, e
3. Le dipendenze tra le attività

Utilizzando questi valori, il CPM calcola il percorso più lungo di attività previste per la fine del progetto, e la data di al più presto e al più tardi in cui ogni attività può iniziare e finire senza comportare allungamenti temporali del progetto. Questo processo determina quali sono le attività "critiche" (cioè, sul percorso più lungo) e quelle che permettono un possibile slittamento ("total float"), che possono essere cioè ritardate senza rendere il progetto più lungo. Nella gestione dei progetti, un percorso critico è la sequenza delle attività  concatenate che si sommano dando luogo alla più lunga durata complessiva. Questa determina il più breve tempo possibile per completare il progetto. Qualsiasi ritardo di un'attività del percorso critico investe direttamente la prevista data di completamento del progetto. Un progetto può avere diversi percorsi critici. Un percorso parallelo aggiuntivo attraverso la rete con una durata totale inferiore al percorso critico è chiamato percorso sub-critico o non critico.
Questi risultati permettono ai manager di individuare le priorità per una gestione efficace del completamento del progetto, e per abbreviare il percorso previsto critico, da "fast tracking" (cioè, di eseguire più attività in parallelo), e / o da "crashare il percorso critico" (cioè, accorciare la durata delle attività del percorso critico con l'aggiunta di risorse).

## Sviluppo
Originariamente, il metodo del percorso critico prendeva in considerazione solo le dipendenze logiche tra gli elementi terminali. Da allora, è stata ampliato per consentire l'inserimento di risorse relative a ciascuna attività, attraverso processi chiamati assegnazioni di risorse per attività e livellamento delle risorse. Un calendario delle risorse livellato può comprendere i ritardi dovuti alla carenza di risorse (ad esempio, l'indisponibilità di una risorsa al tempo necessario), e può causare un percorso in precedenza più breve per diventare poi il più lungo o richiedere più "risorse critiche" del percorso. Un concetto correlato si chiama la catena critica, che cerca di tutelare l'attività e la durata del progetto di ritardi imprevisti a causa di risorse limitate.
Dal momento che i programmi di progetto cambiano su base regolare, CPM consente il monitoraggio continuo del programma, e permette al project manager di monitorare le attività critiche, e avvisa il responsabile del progetto alla possibilità che le attività non critiche possano essere ritardate oltre il loro total float, creando così un nuovo percorso critico e ritardando il completamento del progetto. Inoltre, il metodo può facilmente incorporare i concetti di previsioni stocastiche, utilizzando la Program Evaluation and Review Technique (PERT) e la catena metodologia evento.
Attualmente, ci sono diverse soluzioni software disponibili nel settore industriale che utilizzano il metodo CPM di programmazione; si veda, per esempio, l'elenco di software di project management. Il metodo attualmente utilizzato da più software di gestione dei progetti si basa su un approccio di calcolo manuale sviluppato da Fondahl della Stanford University.

## Flessibilità
Un programma generato utilizzando tecniche del percorso critico spesso non si realizza precisamente, le stime sono utilizzate per calcolare i tempi: in errore, i risultati delle analisi possono cambiare. Ciò potrebbe causare un risultato a sorpresa nella realizzazione del progetto se le stime sono ciecamente credute, e se le modifiche non vengono affrontate tempestivamente. Tuttavia, la struttura di analisi del percorso critico è tale che la variazione rispetto al programma originale causata da qualsiasi cambiamento può essere misurata, e il suo impatto sia migliorato o modificato. In effetti, un elemento importante di analisi del progetto post-mortem è il percorso Costruito critici (ABCP), che analizza le cause specifiche e gli impatti dei cambiamenti tra il programma previsto e pianifica l'eventuale reale attuazione.